# Lobispa
Lobispa is een geslacht van kevers uit de familie bladkevers (Chrysomelidae).
De wetenschappelijke naam van het geslacht werd in 2001 gepubliceerd door Staines.

## Soorten
- Lobispa expansa Staines, 2001
- Lobispa sentus Staines, 2001